# Lincoln County, Arkansas
Lincoln County är ett administrativt område i delstaten Arkansas, USA. År 2010 hade countyt 14 134 invånare. Den administrativa huvudorten (county seat) är Star City.

## Geografi
Enligt United States Census Bureau har countyt en total area på 1 482 km². 1 454 km² av den arean är land och 28 km² är vatten.

### Angränsande countyn
- Jefferson County - nord
- Arkansas County - nordöst
- Desha County - öst
- Drew County - syd
- Cleveland County - väst